# Sandgrundet (vid Risö, Larsmo)
Sandgrundet är en ö i Finland. Den ligger i Bottenviken och i kommunen Larsmo i landskapet Österbotten, i den nordvästra delen av landet. Ön ligger omkring 87 kilometer nordöst om Vasa och omkring 410 kilometer norr om Helsingfors.
Öns area är 16,1 hektar och dess största längd är 0,7 kilometer i sydöst-nordvästlig riktning.